# Christina Lindberg
Britt Christina Marinette Lindberg (Göteborg, 6 december 1950) is een Zweeds naaktmodel, soft pornoactrice en journalist. Na het overlijden van haar partner Bo Sehlberg in 2004 is ze eigenaar van het voornaamste tijdschrift over luchtvaart in Scandinavië.

## Levensloop
Christina Lindberg is afkomstig uit een Gotenburgs arbeidersmilieu. In haar tienerjaren werd ze om haar fotogenieke uiterlijk gespot; uiteindelijk verscheen ze naakt in vooraanstaande mannenbladen als Playboy, Lui en Penthouse. In het verlengde hiervan speelde ze in ongeveer twintig soft pornofilms. Toen medio jaren zeventig de trend verschoof naar harde porno, beëindigde Lindberg haar filmcarrière. Ze liet zich opleiden tot journalist, en werkt sindsdien in dit beroep.

## Historie
De jaren zestig van de twintigste eeuw brachten de 'seksuele bevrijding'. Door de toenemende verkrijgbaarheid van anti-conceptiva werd seks van voortplanting losgekoppeld, en werd hedonisme een cult. Velen beschouwden Zweden in dit opzicht als gidsland, wat waarschijnlijk terug is te voeren op de traditioneel relaxte, Scandinavische opvattingen over seks en naaktheid. Veel jonge mensen uit die tijd geloofden dat 'vrije seks' de wereldproblemen kon oplossen, en deze opvatting werd in veel films weerspiegeld door een golf van soft porno. Aids kwam pas in de jaren tachtig.

## Cinematische betekenis
De Zweedse Christina Lindberg is een icoon van de soft pornotrend uit 1969-1974. Ze had weinig acteer ervaring, maar had het juiste gezicht en de juiste uitstraling. Bovendien bieden veel van haar films een goed gestructureerd verhaal, waardoor ze bezienswaardig blijven.

## Boek
Lindbergs partner Bo Sehlberg maakte in 1973 een fotoboek over haar, met als titel 'This is Christina'.

## Filmografie (selectie)
- Rötmånad (1970)
- Maid in Sweden (1971)
- Exponerad (1971)
- Smoke (1971)
- Anita, Swedish Nymphet (1973)
- Sex & Fury (Japan, 1973)
- Journey to Japan (1973)
- Thriller - a cruel picture (1973)
- Swedish Wildcats (1974)
- Sängkamrater (1975)

- Bibliothèque nationale de France: cb16661914p (data)
- Gemeinsame Normdatei: 101432534X
- International Standard Name Identifier: 0000 0000 5440 5178
- Library of Congress Control Number: nr2005017258
- MusicBrainz: 1c4a2229-439b-43e0-a2a5-acd8af8d0594
- Virtual International Authority File: 2425437
- WorldCat: E39PBJdGGxgxqfwT7WQXkGHcT3